# 杜德尔多夫
杜德尔多尔夫是德国莱茵兰-普法尔茨州的一个市镇。总面积11.01平方公里，总人口1056人，其中男性542人，女性514人（2011年12月31日），人口密度96人/平方公里。